# Liste des églises de Vaucluse
La liste des églises de Vaucluse recense de manière exhaustive les églises situées dans le département français de Vaucluse. Il est fait état des diverses protections dont elles peuvent bénéficier, et notamment les inscriptions et classements au titre des monuments historiques.
En ce qui concerne le culte catholique, toutes les églises sont situées dans l'archidiocèse d’Avignon.

## Statistiques

### Nombres
Le département de Vaucluse comprend 151 communes au 1er janvier 2022.
Depuis 2020, l'archidiocèse d’Avignon compte 169 paroisses.

## Classement
Le classement ci-après se fait par commune selon l'ordre alphabétique.
Il est fait état des diverses protections dont elles peuvent bénéficier, et notamment les inscriptions et classements au titre des monuments historiques.

## Liste

### Église catholique
| Église                                                                | Commune                      | Adresse | Coordonnées                      | Notice         | Protection                                                                                      | Date        | Illustration                                                          |
| --------------------------------------------------------------------- | ---------------------------- | ------- | -------------------------------- | -------------- | ----------------------------------------------------------------------------------------------- | ----------- | --------------------------------------------------------------------- |
| Église de l'Assomption d'Althen-des-Paluds                            | Althen-des-Paluds            |         | 44° 00′ 14″ nord, 4° 57′ 34″ est |                |                                                                                                 |             | Église de l'Assomption d'Althen-des-Paluds                            |
| Église Saint-Martin d'Ansouis                                         | Ansouis                      |         | 44° 00′ 14″ nord, 5° 27′ 49″ est | « PA00081799 » | Classé MH                                                                                       | 1988        | Église Saint-Martin d'Ansouis                                         |
| Cathédrale Sainte-Anne d'Apt                                          | Apt                          |         | 44° 52′ 34″ nord, 5° 23′ 49″ est | « PA00081800 » | Classé MH                                                                                       | 1988        | Cathédrale Sainte-Anne d'Apt                                          |
| Église Notre-Dame-de-l'Annonciation-et-Saint-Victor-Martyr d'Aubignan | Aubignan                     |         | 44° 05′ 59″ nord, 5° 01′ 26″ est | « PA00081810 » | Inscrit MH                                                                                      | 1970        | Église Notre-Dame-de-l'Annonciation-et-Saint-Victor-Martyr d'Aubignan |
| Église Saint-Aurèle d'Aurel                                           | Aurel                        |         | 44° 07′ 48″ nord, 5° 25′ 40″ est |                |                                                                                                 |             | Église Saint-Aurèle d'Aurel                                           |
| Église Saint-Pierre-et-Saint-Paul d'Auribeau                          | Auribeau                     |         | 43° 50′ 10″ nord, 5° 27′ 33″ est |                |                                                                                                 |             | Église Saint-Pierre-et-Saint-Paul d'Auribeau                          |
| Église des Célestins d'Avignon                                        | Avignon                      |         | 43° 56′ 37″ nord, 4° 48′ 28″ est | « PA00081826 » | Classé MH                                                                                       | 1914        | Église des Célestins d'Avignon                                        |
| Cathédrale Notre-Dame-des-Doms d'Avignon                              | Avignon                      |         | 43° 57′ 06″ nord, 4° 48′ 27″ est | « PA00081814 » | Classé MH                                                                                       | 1840        | Cathédrale Notre-Dame-des-Doms d'Avignon                              |
| Collégiale Saint-Didier d'Avignon                                     | Avignon                      |         | 43° 56′ 49″ nord, 4° 48′ 25″ est | « PA00081832 » | Classé MH                                                                                       | 1983        | Collégiale Saint-Didier d'Avignon                                     |
| Collégiale Saint-Agricol d'Avignon                                    | Avignon                      |         | 43° 56′ 57″ nord, 4° 48′ 17″ est | « PA00081831 » | Classé MH                                                                                       | 1980        | Collégiale Saint-Agricol d'Avignon                                    |
| Église Saint-Joseph-Travailleur d'Avignon                             | Avignon                      |         | 43° 56′ 06″ nord, 4° 47′ 54″ est | « PA00125728 » | Inscrit MH                                                                                      | 1993        | Image manquante Téléverser                                            |
| Église Saint-Symphorien-les-Carmes                                    | Avignon                      |         | 43° 57′ 04″ nord, 4° 48′ 46″ est | « PA00081825 » | Inscrit MH                                                                                      | 1932        | Église Saint-Symphorien-les-Carmes                                    |
| Abbaye Sainte-Catherine d'Avignon                                     | Avignon                      |         | 43° 57′ 02″ nord, 4° 48′ 36″ est | « PA00081819 » | Inscrit MH                                                                                      | 1974        | Abbaye Sainte-Catherine d'Avignon                                     |
| Église Notre-Dame-de-Bon-Repos de Montfavet                           | Avignon                      |         | 43° 55′ 45″ nord, 4° 53′ 21″ est | « PA00081830 » | Inscrit MH                                                                                      | 2017        | Église Notre-Dame-de-Bon-Repos de Montfavet                           |
| Musée lapidaire d'Avignon                                             | Avignon                      |         | 43° 56′ 45″ nord, 4° 48′ 21″ est |                |                                                                                                 |             | Musée lapidaire d'Avignon                                             |
| Église Notre-Dame la Principale d'Avignon                             | Avignon                      |         | 43° 56′ 52″ nord, 4° 48′ 27″ est | « PA00125729 » | Inscrit MH                                                                                      | 1993        | Église Notre-Dame la Principale d'Avignon                             |
| Église du Sacré-Cœur dite des Rotondes d'Avignon                      | Avignon                      |         | 43° 56′ 25″ nord, 4° 49′ 09″ est |                |                                                                                                 |             | Image manquante Téléverser                                            |
| Église Notre-Dame-de-la-Paix de Pont des Deux Eaux                    | Avignon                      |         | 43° 56′ 45″ nord, 4° 50′ 36″ est |                |                                                                                                 |             | Image manquante Téléverser                                            |
| Église Saint-Henri d'Avignon                                          | Avignon                      |         | 43° 55′ 32″ nord, 4° 48′ 35″ est |                |                                                                                                 |             | Image manquante Téléverser                                            |
| Église Saint-Jean d'Avignon                                           | Avignon                      |         | 43° 56′ 37″ nord, 4° 49′ 42″ est |                |                                                                                                 |             | Image manquante Téléverser                                            |
| Église Saint-Jean XXIII d'Avignon                                     | Avignon                      |         | 43° 55′ 44″ nord, 4° 49′ 16″ est |                |                                                                                                 |             | Image manquante Téléverser                                            |
| Église Saint-Joseph de l'île de la Barthelasse                        | Avignon                      |         | 43° 58′ 18″ nord, 4° 50′ 26″ est |                |                                                                                                 |             | Image manquante Téléverser                                            |
| Église Notre-Dame-de-la-Conversion d'Avignon                          | Avignon                      |         | 43° 56′ 54″ nord, 4° 48′ 44″ est |                |                                                                                                 |             | Église Notre-Dame-de-la-Conversion d'Avignon                          |
| Abbatiale de l'abbaye des Célestins, dite de Saint-Ruf d'Avignon      | Avignon                      |         | 43° 56′ 09″ nord, 4° 48′ 28″ est | « PA00081811 » | Classé MH                                                                                       | 1889        | Abbatiale de l'abbaye des Célestins, dite de Saint-Ruf d'Avignon      |
| Église Notre-Dame-de-Lourdes d'Avignon                                | Avignon                      |         | 43° 57′ 08″ nord, 4° 50′ 09″ est |                |                                                                                                 |             | Image manquante Téléverser                                            |
| Église Saint-Géniès d'Avignon                                         | Avignon                      |         | 43° 56′ 53″ nord, 4° 48′ 28″ est |                |                                                                                                 |             | Image manquante Téléverser                                            |
| Église Saint-Ruf d'Avignon                                            | Avignon                      |         | 43° 56′ 08″ nord, 4° 48′ 36″ est |                |                                                                                                 |             | Image manquante Téléverser                                            |
| Collégiale de la Madeleine d'Avignon                                  | Avignon                      |         | 43° 57′ 01″ nord, 4° 48′ 17″ est | « PA00081952 » | Inscrit MH                                                                                      | 1974        | Collégiale de la Madeleine d'Avignon                                  |
| Église Saint-Jean-Baptiste du Barroux                                 | Le Barroux                   |         | 44° 08′ 11″ nord, 5° 06′ 00″ est | « PA00081958 » | Inscrit MH                                                                                      | 1976        | Église Saint-Jean-Baptiste du Barroux                                 |
| Abbatiale Notre-Dame-de-l'Annonciation du Barroux                     | Le Barroux                   |         | 44° 09′ 07″ nord, 5° 05′ 55″ est |                |                                                                                                 |             | Abbatiale Notre-Dame-de-l'Annonciation du Barroux                     |
| Église Saint-Pierre-ès-Liens de La Bastide-des-Jourdans               | La Bastide-des-Jourdans      |         | 43° 47′ 02″ nord, 5° 37′ 59″ est |                |                                                                                                 |             | Église Saint-Pierre-ès-Liens de La Bastide-des-Jourdans               |
| Église Notre-Dame de Limaye de La Bastide-des-Jourdans                | La Bastide-des-Jourdans      |         | 43° 48′ 06″ nord, 5° 40′ 11″ est | « IA84000027 » |                                                                                                 |             | Image manquante Téléverser                                            |
| Église Notre-Dame-des-Amandiers de La Bastide-des-Jourdans            | La Bastide-des-Jourdans      |         | à géolocaliser                   | « IA84000007 » |                                                                                                 |             | Image manquante Téléverser                                            |
| Église Notre-Dame-de-Bonne-Aventure de La Bastidonne                  | La Bastidonne                |         | 43° 42′ 02″ nord, 5° 34′ 02″ est | « IA84000038 » |                                                                                                 |             | Église Notre-Dame-de-Bonne-Aventure de La Bastidonne                  |
| Église Saint-Étienne du Beaucet                                       | Le Beaucet                   |         | 43° 59′ 01″ nord, 5° 07′ 11″ est |                |                                                                                                 |             | Église Saint-Étienne du Beaucet                                       |
| Église Saint-Sébastien de Beaumes-de-Venise                           | Le Beaucet                   |         | 44° 07′ 18″ nord, 5° 01′ 47″ est |                |                                                                                                 |             | Église Saint-Sébastien de Beaumes-de-Venise                           |
| Église de l'Annonciation de Beaumettes                                | Le Beaucet                   |         | 43° 51′ 32″ nord, 5° 12′ 03″ est |                |                                                                                                 |             | Église de l'Annonciation de Beaumettes                                |
| Église Saint-Jean-Baptiste de Beaumont-de-Pertuis                     | Beaumont-de-Pertuis          |         | 43° 44′ 16″ nord, 5° 41′ 23″ est | « IA84000051 » |                                                                                                 |             | Église Saint-Jean-Baptiste de Beaumont-de-Pertuis                     |
| Église Saint-Roch de Beaumont-du-Ventoux                              | Beaumont-de-Pertuis          |         | 44° 10′ 56″ nord, 5° 09′ 54″ est |                |                                                                                                 |             | Église Saint-Roch de Beaumont-du-Ventoux                              |
| Église Saint-Étienne-et-de-l'Assomption de Bédarrides                 | Bédarrides                   |         | 44° 02′ 28″ nord, 4° 53′ 54″ est | « PA00081964 » | Classé MH                                                                                       | 1997        | Église Saint-Étienne-et-de-l'Assomption de Bédarrides                 |
| Église Saint-Pierre de Bédoin                                         | Bédoin                       |         | 44° 07′ 27″ nord, 5° 10′ 48″ est | « PA00081966 » | Inscrit MH                                                                                      | 1984        | Église Saint-Pierre de Bédoin                                         |
| Église Sainte-Colombe de Sainte-Colombe (Vaucluse)                    | Bédoin                       |         | 44° 07′ 12″ nord, 5° 13′ 24″ est |                |                                                                                                 |             | Église Sainte-Colombe de Sainte-Colombe (Vaucluse)                    |
| Église Notre-Dame-de-Bon-Secours de Blauvac                           | Blauvac                      |         | 44° 01′ 28″ nord, 5° 12′ 03″ est |                |                                                                                                 |             | Église Notre-Dame-de-Bon-Secours de Blauvac                           |
| Église Saint Sébastien de Blauvac                                     | Blauvac                      |         | 44° 01′ 49″ nord, 5° 11′ 56″ est |                |                                                                                                 |             | Église Saint Sébastien de Blauvac                                     |
| Collégiale Saint-Martin de Bollène                                    | Bollène                      |         | 44° 16′ 45″ nord, 4° 45′ 00″ est | « PA00081971 » | Classé MH                                                                                       | 1909        | Collégiale Saint-Martin de Bollène                                    |
| Église Saint-Martin de Bollène                                        | Bollène                      |         | 44° 16′ 48″ nord, 4° 45′ 01″ est | « PA00081972 » | Inscrit MH                                                                                      | 1976        | Église Saint-Martin de Bollène                                        |
| Église Notre-Dame-et-Saint-Eugène de la Croisière                     | Bollène                      |         | 44° 16′ 16″ nord, 4° 42′ 20″ est |                |                                                                                                 |             | Image manquante Téléverser                                            |
| Église Saint-Blaise de Saint-Blaise (Vaucluse)                        | Bollène                      |         | 44° 16′ 46″ nord, 4° 47′ 00″ est |                |                                                                                                 |             | Image manquante Téléverser                                            |
| Église Saint-Pierre de Saint-Pierre-de-Sénos                          | Bollène                      |         | 44° 18′ 08″ nord, 4° 44′ 54″ est |                |                                                                                                 |             | Église Saint-Pierre de Saint-Pierre-de-Sénos                          |
| Prieuré Saint-Symphorien de Bonnieux                                  | Bonnieux                     |         | 43° 49′ 22″ nord, 5° 21′ 29″ est | « PA00081983 » | Classé MH Restes du clocher ; Inscrit MH Restes du prieuré à l'exception du clocher déjà classé | 1921 ; 1949 | Prieuré Saint-Symphorien de Bonnieux                                  |
| Église haute de Bonnieux                                              | Bonnieux                     |         | 43° 49′ 23″ nord, 5° 18′ 32″ est | « PA00081980 » | Classé MH                                                                                       | 1980        | Église haute de Bonnieux                                              |
| Église neuve de Bonnieux                                              | Bonnieux                     |         | 43° 49′ 29″ nord, 5° 18′ 27″ est |                |                                                                                                 |             | Église neuve de Bonnieux                                              |
| Église Saint-Sidoine de Brantes                                       | Brantes                      |         | 44° 11′ 34″ nord, 5° 19′ 59″ est |                |                                                                                                 |             | Église Saint-Sidoine de Brantes                                       |
| Église Saint-Pierre-aux-Liens de Buisson                              | Buisson                      |         | 44° 16′ 51″ nord, 4° 59′ 50″ est |                |                                                                                                 |             | Église Saint-Pierre-aux-Liens de Buisson                              |
| Église Sainte-Marie de Buoux                                          | Buoux                        |         | 43° 49′ 58″ nord, 5° 22′ 29″ est | « PA84000044 » | Inscrit MH                                                                                      | 2005        | Église Sainte-Marie de Buoux                                          |
| Église de la Purification-de-la-Vierge-Marie de Buoux                 | Buoux                        |         | 43° 49′ 53″ nord, 5° 22′ 39″ est |                |                                                                                                 |             | Église de la Purification-de-la-Vierge-Marie de Buoux                 |
| Église du fort de Buoux                                               | Buoux                        |         | à géolocaliser                   |                |                                                                                                 |             | Église du fort de Buoux                                               |
| Église Saint-Laurent de Cabrières-d'Aigues                            | Cabrières-d'Aigues           |         | 43° 47′ 04″ nord, 5° 29′ 52″ est |                |                                                                                                 |             | Église Saint-Laurent de Cabrières-d'Aigues                            |
| Église Saint-Vincent de Cabrières-d'Avignon                           | Cabrières-d'Avignon          |         | 43° 53′ 28″ nord, 5° 08′ 59″ est |                |                                                                                                 |             | Église Saint-Vincent de Cabrières-d'Avignon                           |
| Église Saint-Étienne de Cadenet                                       | Cadenet                      |         | 43° 44′ 12″ nord, 5° 22′ 32″ est | « PA00081988 » | Classé MH                                                                                       | 1990        | Église Saint-Étienne de Cadenet                                       |
| Église Saint-Michel de Caderousse                                     | Caderousse                   |         | 44° 06′ 03″ nord, 4° 45′ 22″ est | « PA00081990 » | Classé MH La chapelle latérale de l'église ; Classé MH Le clocher à arcades                     | 1905 ; 1946 | Église Saint-Michel de Caderousse                                     |
| Église Saint-Vincent de Cairanne                                      | Cairanne                     |         | 44° 14′ 00″ nord, 4° 55′ 59″ est |                |                                                                                                 |             | Église Saint-Vincent de Cairanne                                      |
| Église Saint-Andéol de Camaret-sur-Aigues                             | Camaret-sur-Aigues           |         | 44° 09′ 53″ nord, 4° 52′ 26″ est |                |                                                                                                 |             | Église Saint-Andéol de Camaret-sur-Aigues                             |
| Église Saint-Maurice de Caromb                                        | Caromb                       |         | 44° 06′ 34″ nord, 5° 06′ 26″ est | « PA00081993 » | Classé MH                                                                                       | 1849        | Église Saint-Maurice de Caromb                                        |
| Cathédrale Saint-Siffrein de Carpentras                               | Carpentras                   |         | 44° 03′ 15″ nord, 5° 02′ 52″ est | « PA00082003 » | Classé MH                                                                                       | 1840        | Cathédrale Saint-Siffrein de Carpentras                               |
| Église de l'Immaculée-Conception de Carpentras                        | Carpentras                   |         | 44° 03′ 22″ nord, 5° 03′ 29″ est | « IA84000641 » |                                                                                                 |             | Église de l'Immaculée-Conception de Carpentras                        |
| Église Notre-Dame-des-Aumades de Caseneuve                            | Caseneuve                    |         | 44° 53′ 16″ nord, 5° 29′ 04″ est |                |                                                                                                 |             | Église Notre-Dame-des-Aumades de Caseneuve                            |
| Église de l'Invention-de-Saint-Étienne de Caseneuve                   | Caseneuve                    |         | 43° 53′ 12″ nord, 5° 29′ 03″ est |                |                                                                                                 |             | Église de l'Invention-de-Saint-Étienne de Caseneuve                   |
| Église de l'Invention-de-la-Sainte-Croix de Castellet-en-Luberon      | Castellet-en-Luberon         |         | 43° 50′ 20″ nord, 5° 28′ 41″ est |                |                                                                                                 |             | Église de l'Invention-de-la-Sainte-Croix de Castellet-en-Luberon      |
| Église Saint-Symphorien de Caumont-sur-Durance                        | Caumont-sur-Durance          |         | 43° 53′ 39″ nord, 4° 56′ 42″ est |                |                                                                                                 |             | Église Saint-Symphorien de Caumont-sur-Durance                        |
| Église Notre-Dame-et-Saint-Véran de Cavaillon                         | Cavaillon                    |         | 43° 50′ 10″ nord, 5° 02′ 11″ est | « PA00082019 » | Classé MH                                                                                       | 1840        | Église Notre-Dame-et-Saint-Véran de Cavaillon                         |
| Église Notre-Dame de l'Assomption de Cavaillon                        | Cavaillon                    |         | 43° 52′ 51″ nord, 5° 00′ 23″ est | « IA84000599 » |                                                                                                 |             | Église Notre-Dame de l'Assomption de Cavaillon                        |
| Église Saint-Jean-Baptiste de Châteauneuf-de-Gadagne                  | Châteauneuf-de-Gadagne       |         | 43° 55′ 43″ nord, 4° 56′ 36″ est |                |                                                                                                 |             | Église Saint-Jean-Baptiste de Châteauneuf-de-Gadagne                  |
| Église de l'Assomption de Châteauneuf-du-Pape                         | Châteauneuf-du-Pape          |         | 44° 03′ 24″ nord, 4° 49′ 47″ est |                |                                                                                                 |             | Église de l'Assomption de Châteauneuf-du-Pape                         |
| Église de la Conversion-de-Saint-Paul de Cheval-Blanc                 | Cheval-Blanc                 |         | 43° 48′ 02″ nord, 5° 03′ 47″ est |                |                                                                                                 |             | Église de la Conversion-de-Saint-Paul de Cheval-Blanc                 |
| Église Saint-Denis de Courthézon                                      | Courthézon                   |         | 44° 05′ 10″ nord, 4° 53′ 01″ est |                |                                                                                                 |             | Église Saint-Denis de Courthézon                                      |
| Église Saint-Sauveur-et-Saint-Sixte de Crestet                        | Crestet                      |         | 44° 13′ 00″ nord, 5° 05′ 03″ est | « PA00082034 » | Inscrit MH                                                                                      | 1988        | Église Saint-Sauveur-et-Saint-Sixte de Crestet                        |
| Église Saint-Romain de Crillon-le-Brave                               | Crillon-le-Brave             |         | 44° 07′ 08″ nord, 5° 08′ 37″ est |                |                                                                                                 |             | Église Saint-Romain de Crillon-le-Brave                               |
| Église Notre-Dame-de-Beaulieu de Cucuron                              | Cucuron                      |         | 43° 46′ 21″ nord, 5° 26′ 28″ est | « PA00082035 » | Classé MH                                                                                       | 1961        | Église Notre-Dame-de-Beaulieu de Cucuron                              |
| Église Saint-Michel de Cucuron                                        | Cucuron                      |         | 43° 46′ 24″ nord, 5° 26′ 13″ est | « IA00057754 » |                                                                                                 |             | Image manquante Téléverser                                            |
| Église Saint-Pierre-aux-Liens d'Entraigues-sur-la-Sorgue              | Entraigues-sur-la-Sorgue     |         | 44° 00′ 12″ nord, 4° 55′ 32″ est |                |                                                                                                 |             | Église Saint-Pierre-aux-Liens d'Entraigues-sur-la-Sorgue              |
| Église de l'Immaculée-Conception-et-Saint-Laurent d'Entrechaux        | Entrechaux                   |         | 44° 13′ 02″ nord, 5° 08′ 19″ est |                |                                                                                                 |             | Église de l'Immaculée-Conception-et-Saint-Laurent d'Entrechaux        |
| Ancienne église Saint-Laurent d'Entrechaux                            | Entrechaux                   |         | 44° 13′ 09″ nord, 5° 08′ 10″ est |                |                                                                                                 |             | Ancienne église Saint-Laurent d'Entrechaux                            |
| Église Saint-Germain de Faucon                                        | Faucon                       |         | 44° 15′ 33″ nord, 5° 08′ 46″ est |                |                                                                                                 |             | Église Saint-Germain de Faucon                                        |
| Église Notre-Dame de Flassan                                          | Flassan                      |         | 44° 05′ 56″ nord, 5° 14′ 33″ est |                |                                                                                                 |             | Église Notre-Dame de Flassan                                          |
| Église Saint-Véran de Fontaine-de-Vaucluse                            | Fontaine-de-Vaucluse         |         | 43° 55′ 17″ nord, 5° 07′ 36″ est | « PA00082040 » | Classé MH                                                                                       | 1840        | Église Saint-Véran de Fontaine-de-Vaucluse                            |
| Église Saint-Denis de Gargas                                          | Gargas                       |         | 43° 54′ 03″ nord, 5° 21′ 30″ est |                |                                                                                                 |             | Église Saint-Denis de Gargas                                          |
| Église Saint-Martin de Gignac (Vaucluse)                              | Gignac                       |         | 43° 55′ 10″ nord, 5° 31′ 38″ est | « IA00028927 » |                                                                                                 |             | Église Saint-Martin de Gignac (Vaucluse)                              |
| Église Sainte-Catherine-d'Alexandrie de Gigondas                      | Gigondas                     |         | 44° 09′ 48″ nord, 5° 00′ 09″ est |                |                                                                                                 |             | Église Sainte-Catherine-d'Alexandrie de Gigondas                      |
| Église Saint-Firmin de Gordes                                         | Gordes                       |         | 43° 54′ 38″ nord, 5° 11′ 59″ est |                |                                                                                                 |             | Église Saint-Firmin de Gordes                                         |
| Église Saint-François-d'Assise des Imberts                            | Gordes                       |         | 43° 53′ 13″ nord, 5° 10′ 01″ est |                |                                                                                                 |             | Église Saint-François-d'Assise des Imberts                            |
| Abbatiale de l'abbaye Notre-Dame de Sénanque de Gordes                | Gordes                       |         | 43° 55′ 42″ nord, 5° 11′ 14″ est |                |                                                                                                 |             | Abbatiale de l'abbaye Notre-Dame de Sénanque de Gordes                |
| Église Saint-Sébastien de Goult                                       | Goult                        |         | 43° 51′ 51″ nord, 5° 14′ 32″ est | « PA00082046 » | Inscrit MH                                                                                      | 1929        | Église Saint-Sébastien de Goult                                       |
| Église Notre-Dame de Lumière                                          | Goult                        |         | 43° 51′ 34″ nord, 5° 13′ 52″ est |                |                                                                                                 |             | Église Notre-Dame de Lumière                                          |
| Église Notre-Dame de Beauvoir de Grambois                             | Grambois                     |         | 43° 45′ 46″ nord, 5° 35′ 22″ est | « PA84000025 » | Inscrit MH                                                                                      | 2001        | Église Notre-Dame de Beauvoir de Grambois                             |
| Église Sainte-Agathe de Grillon                                       | Grillon                      |         | 44° 23′ 43″ nord, 4° 55′ 46″ est |                |                                                                                                 |             | Église Sainte-Agathe de Grillon                                       |
| Collégiale Notre-Dame-des-Anges de L'Isle-sur-la-Sorgue               | L'Isle-sur-la-Sorgue         |         | 43° 55′ 11″ nord, 5° 03′ 06″ est | « PA00082048 » | Classé MH                                                                                       | 1911        | Collégiale Notre-Dame-des-Anges de L'Isle-sur-la-Sorgue               |
| Église Saint-André de Jonquerettes                                    | Jonquerettes                 |         | 43° 56′ 51″ nord, 4° 55′ 56″ est |                |                                                                                                 |             | Église Saint-André de Jonquerettes                                    |
| Église Saint-Mappalique de Jonquières                                 | Jonquières                   |         | 44° 06′ 52″ nord, 4° 53′ 58″ est |                |                                                                                                 |             | Église Saint-Mappalique de Jonquières                                 |
| Église Saint-Martin du château de Causan                              | Jonquières                   |         | 44° 07′ 35″ nord, 4° 56′ 06″ est |                |                                                                                                 |             | Église Saint-Martin du château de Causan                              |
| Église Saint-Jean-Baptiste de Joucas                                  | Joucas                       |         | 43° 55′ 32″ nord, 5° 15′ 04″ est |                |                                                                                                 |             | Église Saint-Jean-Baptiste de Joucas                                  |
| Église Saint-Trophime de Lacoste                                      | Lacoste                      |         | 43° 50′ 01″ nord, 5° 16′ 21″ est |                |                                                                                                 |             | Église Saint-Trophime de Lacoste                                      |
| Église Saint-Christophe-et-Saint-Sixte de Lafare                      | Lafare                       |         | 44° 08′ 48″ nord, 5° 03′ 05″ est |                |                                                                                                 |             | Église Saint-Christophe-et-Saint-Sixte de Lafare                      |
| Église Saint-Pierre-et-Saint-Paul de Lagarde d'Apt                    | Lagarde-d'Apt                |         | 43° 59′ 01″ nord, 5° 28′ 22″ est |                |                                                                                                 |             | Église Saint-Pierre-et-Saint-Paul de Lagarde d'Apt                    |
| Église Saint-Antoine de Lagarde-Paréol                                | Lagarde-Paréol               |         | 44° 13′ 44″ nord, 4° 51′ 05″ est |                |                                                                                                 |             | Église Saint-Antoine de Lagarde-Paréol                                |
| Église Saint-Pierre de Lagnes                                         | Lagnes                       |         | 43° 53′ 35″ nord, 5° 06′ 56″ est |                |                                                                                                 |             | Église Saint-Pierre de Lagnes                                         |
| Église de l'Assomption de Lamotte-du-Rhône                            | Lamotte-du-Rhône             |         | 44° 15′ 55″ nord, 4° 40′ 56″ est |                |                                                                                                 |             | Église de l'Assomption de Lamotte-du-Rhône                            |
| Église Saint-Pierre-aux-Liens de Lapalud                              | Lapalud                      |         | 44° 18′ 18″ nord, 4° 41′ 11″ est | « PA00082060 » | Inscrit MH Tour du clocher                                                                      | 1973        | Église Saint-Pierre-aux-Liens de Lapalud                              |
| Église Notre-Dame-de-la-Purification de Lauris                        | Lauris                       |         | 43° 44′ 47″ nord, 5° 18′ 44″ est | « PA00082061 » | Classé MH                                                                                       | 1990        | Église Notre-Dame-de-la-Purification de Lauris                        |
| Église Saint-Julien-Notre-Dame de Lauris                              | Lauris                       |         | à géolocaliser                   | « IA00057806 » |                                                                                                 |             | Image manquante Téléverser                                            |
| Église Sanctus-Projectus de Lauris                                    | Lauris                       |         | à géolocaliser                   | « IA00057858 » |                                                                                                 |             | Image manquante Téléverser                                            |
| Église Saint-Romain de Lioux                                          | Lioux                        |         | 43° 56′ 47″ nord, 5° 18′ 05″ est |                |                                                                                                 |             | Église Saint-Romain de Lioux                                          |
| Église Saint-Pierre-aux-Liens de Loriol-du-Comtat                     | Loriol-du-Comtat             |         | 44° 04′ 36″ nord, 4° 59′ 59″ est |                |                                                                                                 |             | Église Saint-Pierre-aux-Liens de Loriol-du-Comtat                     |
| Église Saint-André de Lourmarin                                       | Lourmarin                    |         | 43° 45′ 48″ nord, 5° 21′ 44″ est | « IA00057862 » |                                                                                                 |             | Église Saint-André de Lourmarin                                       |
| Église Saint-Michel de Malaucène                                      | Malaucène                    |         | 44° 10′ 20″ nord, 5° 07′ 56″ est | « PA00082070 » | Classé MH                                                                                       | 1982        | Église Saint-Michel de Malaucène                                      |
| Église Notre-Dame-du-Calvias de Malemort-du-Comtat                    | Malemort-du-Comtat           |         | 44° 01′ 16″ nord, 5° 09′ 34″ est |                |                                                                                                 |             | Église Notre-Dame-du-Calvias de Malemort-du-Comtat                    |
| Église Saint-Maurice de Maubec                                        | Maubec                       |         | 43° 50′ 29″ nord, 5° 08′ 08″ est |                |                                                                                                 |             | Église Saint-Maurice de Maubec                                        |
| Église Saint-Nazaire-et-Saint-Celse de Mazan                          | Mazan                        |         | 44° 03′ 23″ nord, 5° 07′ 43″ est |                |                                                                                                 |             | Église Saint-Nazaire-et-Saint-Celse de Mazan                          |
| Église abbatiale du prieuré de Saint-Hilaire de Ménerbes              | Ménerbes                     |         | 43° 49′ 30″ nord, 5° 14′ 48″ est |                |                                                                                                 |             | Église abbatiale du prieuré de Saint-Hilaire de Ménerbes              |
| Église Saint-Luc de Ménerbes                                          | Ménerbes                     |         | 43° 50′ 08″ nord, 5° 12′ 10″ est | « PA84000074 » | Inscrit MH                                                                                      | 2017        | Église Saint-Luc de Ménerbes                                          |
| Église Sainte-Anne de Mérindol                                        | Mérindol                     |         | 43° 45′ 17″ nord, 5° 12′ 10″ est | « PA00082077 » | Inscrit MH                                                                                      | 2017        | Église Sainte-Anne de Mérindol                                        |
| Église de Mérindol                                                    | Mérindol                     |         | à géolocaliser                   | « IA00057912 » |                                                                                                 |             | Image manquante Téléverser                                            |
| Église Saint-Pierre-et-Saint-Paul de Méthamis                         | Méthamis                     |         | 44° 00′ 59″ nord, 5° 13′ 36″ est | « PA84000016 » | Inscrit MH                                                                                      | 1997        | Église Saint-Pierre-et-Saint-Paul de Méthamis                         |
| Église Saint-Pierre de Mirabeau                                       | Mirabeau                     |         | 44° 42′ 16″ nord, 5° 39′ 19″ est | « IA84000128 » |                                                                                                 |             | Église Saint-Pierre de Mirabeau                                       |
| Église Notre-Dame-de-Liesse de Modène                                 | Modène                       |         | 44° 06′ 11″ nord, 5° 07′ 24″ est |                |                                                                                                 |             | Église Notre-Dame-de-Liesse de Modène                                 |
| Église Saint-Trophime de Mondragon                                    | Mondragon                    |         | 44° 14′ 18″ nord, 4° 42′ 52″ est |                |                                                                                                 |             | Église Saint-Trophime de Mondragon                                    |
| Église Saint-Pierre de Monieux                                        | Monieux                      |         | 44° 04′ 04″ nord, 5° 21′ 31″ est |                |                                                                                                 |             | Église Saint-Pierre de Monieux                                        |
| Église Notre-Dame-de-Nazareth de Monteux                              | Monteux                      |         | 44° 02′ 11″ nord, 4° 59′ 48″ est | « PA00082225 » | Inscrit MH                                                                                      | 1992        | Église Notre-Dame-de-Nazareth de Monteux                              |
| Église Saint-André de Morières-lès-Avignon                            | Morières-lès-Avignon         |         | 43° 56′ 30″ nord, 4° 54′ 22″ est |                |                                                                                                 |             | Église Saint-André de Morières-lès-Avignon                            |
| Église Saint-Laurent de Mormoiron                                     | Mormoiron                    |         | 44° 04′ 04″ nord, 5° 11′ 03″ est | « PA00082086 » | Inscrit MH                                                                                      | 1988        | Église Saint-Laurent de Mormoiron                                     |
| Église Notre-Dame du Val-Romigier                                     | Mornas                       |         | 44° 12′ 14″ nord, 4° 43′ 47″ est | « PA00082090 » | Classé MH                                                                                       | 1910        | Église Notre-Dame du Val-Romigier                                     |
| Église Saint-Georges de Mornas                                        | Mornas                       |         | 44° 12′ 13″ nord, 4° 43′ 40″ est |                |                                                                                                 |             | Image manquante Téléverser                                            |
| Église Saint-Florent-et-Saint-Florentin de La Motte-d'Aigues          | La Motte-d'Aigues            |         | 43° 46′ 19″ nord, 5° 31′ 17″ est | « IA84000144 » |                                                                                                 |             | Église Saint-Florent-et-Saint-Florentin de La Motte-d'Aigues          |
| Église Saint-Loup de Murs                                             | Murs                         |         | 43° 57′ 08″ nord, 5° 14′ 31″ est |                |                                                                                                 |             | Église Saint-Loup de Murs                                             |
| Église du Sacré-Cœur d'Oppède-lès-Poulivets                           | Oppède                       |         | 43° 50′ 41″ nord, 5° 10′ 11″ est |                |                                                                                                 |             | Église du Sacré-Cœur d'Oppède-lès-Poulivets                           |
| Église Notre-Dame-d'Alydon d'Oppède                                   | Oppède                       |         | 43° 49′ 38″ nord, 5° 09′ 40″ est |                |                                                                                                 |             | Église Notre-Dame-d'Alydon d'Oppède                                   |
| Cathédrale Notre-Dame-de-Nazareth d'Orange                            | Orange                       |         | 44° 08′ 16″ nord, 4° 48′ 27″ est | « PA00082100 » | Classé MH                                                                                       | 1921        | Cathédrale Notre-Dame-de-Nazareth d'Orange                            |
| Église Saint-Florent d'Orange                                         | Orange                       |         | 44° 08′ 11″ nord, 4° 48′ 35″ est | « PA84000077 » | Inscrit MH                                                                                      | 1921        | Église Saint-Florent d'Orange                                         |
| Église de Fourches Vieilles                                           | Orange                       |         | 44° 06′ 01″ nord, 4° 48′ 20″ est |                |                                                                                                 |             | Image manquante Téléverser                                            |
| Église Notre-Dame-de-Nazareth de Pernes-les-Fontaines                 | Pernes-les-Fontaines         |         | 43° 59′ 57″ nord, 5° 03′ 39″ est | « PA00082113 » | Classé MH                                                                                       | 1840        | Église Notre-Dame-de-Nazareth de Pernes-les-Fontaines                 |
| Église Notre-Dame-de-l'Immaculée-Conception de Pernes-les-Fontaines   | Pernes-les-Fontaines         |         | 43° 58′ 55″ nord, 4° 58′ 07″ est | « PA84000069 » | Inscrit MH                                                                                      | 2014        | Église Notre-Dame-de-l'Immaculée-Conception de Pernes-les-Fontaines   |
| Église Saint-Pierre-et-Saint-Paul de Pernes-les-Fontaines             | Pernes-les-Fontaines         |         | à géolocaliser                   |                |                                                                                                 |             | Image manquante Téléverser                                            |
| Église Saint-Nicolas de Pertuis                                       | Pertuis                      |         | 43° 41′ 40″ nord, 5° 30′ 08″ est | « PA00082130 » | Classé MH                                                                                       | 1911        | Église Saint-Nicolas de Pertuis                                       |
| Église des Carmes de Pertuis                                          | Pertuis                      |         | 43° 41′ 37″ nord, 5° 30′ 14″ est | « PA84000017 » | Inscrit MH                                                                                      | 1997        | Image manquante Téléverser                                            |
| Église Saint-Jérôme de Peypin-d'Aigues                                | Peypin-d'Aigues              |         | 43° 47′ 13″ nord, 5° 34′ 10″ est | « IA84000151 » |                                                                                                 |             | Église Saint-Jérôme de Peypin-d'Aigues                                |
| Église Saint-Pierre de Piolenc                                        | Piolenc                      |         | 44° 10′ 41″ nord, 4° 45′ 45″ est | « PA84000018 » | Inscrit MH                                                                                      | 1997        | Église Saint-Pierre de Piolenc                                        |
| Église Notre-Dame-de-Bon-Secours du Pontet                            | Le Pontet                    |         | 43° 57′ 45″ nord, 4° 51′ 40″ est |                |                                                                                                 |             | Église Notre-Dame-de-Bon-Secours du Pontet                            |
| Église Notre-Dame de Puget                                            | Puget                        |         | 43° 45′ 17″ nord, 5° 16′ 10″ est | « PA00082137 » | Inscrit MH                                                                                      | 1972        | Église Notre-Dame de Puget                                            |
| Église Saint-Michel de Puyméras                                       | Puyméras                     |         | 44° 16′ 13″ nord, 5° 07′ 42″ est |                |                                                                                                 |             | Église Saint-Michel de Puyméras                                       |
| Église du prieuré Saint-Pierre-de-Méjean de Saint-Pierre              | Puyvert                      |         | 43° 44′ 41″ nord, 5° 20′ 40″ est | « IA00057957 » |                                                                                                 |             | Image manquante Téléverser                                            |
| Église Notre-Dame des Grottes                                         | Puyvert                      |         | 43° 44′ 35″ nord, 5° 20′ 34″ est | « IA00057954 » |                                                                                                 |             | Image manquante Téléverser                                            |
| Église Saint-Didier de Rasteau                                        | Rasteau                      |         | 44° 13′ 56″ nord, 4° 59′ 12″ est | « IA00057954 » |                                                                                                 |             | Église Saint-Didier de Rasteau                                        |
| Église Saint-Denis de Richerenches                                    | Richerenches                 |         | 44° 21′ 34″ nord, 4° 54′ 46″ est | « IA00127797 » |                                                                                                 |             | Église Saint-Denis de Richerenches                                    |
| Église Saint-Roch de Roaix                                            | Roaix                        |         | 44° 14′ 41″ nord, 5° 00′ 46″ est |                |                                                                                                 |             | Église Saint-Roch de Roaix                                            |
| Église Notre-Dame-de-la-Nativité de Robion                            | Robion                       |         | 43° 50′ 38″ nord, 5° 06′ 45″ est |                |                                                                                                 |             | Église Notre-Dame-de-la-Nativité de Robion                            |
| Église Saint-Pierre de La Roque-Alric                                 | La Roque-Alric               |         | 44° 08′ 36″ nord, 5° 03′ 48″ est |                |                                                                                                 |             | Église Saint-Pierre de La Roque-Alric                                 |
| Église Saint-Pierre-et-Saint-Paul de La Roque-sur-Pernes              | La Roque-sur-Pernes          |         | 43° 58′ 44″ nord, 5° 06′ 25″ est |                |                                                                                                 |             | Église Saint-Pierre-et-Saint-Paul de La Roque-sur-Pernes              |
| Église Saint-Michel de Roussillon                                     | Roussillon                   |         | 43° 54′ 10″ nord, 5° 17′ 32″ est |                |                                                                                                 |             | Église Saint-Michel de Roussillon                                     |
| Église de la Nativité-de-Notre-Dame de Rustrel                        | Rustrel                      |         | 43° 55′ 29″ nord, 5° 29′ 09″ est |                |                                                                                                 |             | Église de la Nativité-de-Notre-Dame de Rustrel                        |
| Église Saint-Nazaire de Sablet                                        | Sablet                       |         | 44° 11′ 32″ nord, 5° 00′ 23″ est |                |                                                                                                 |             | Église Saint-Nazaire de Sablet                                        |
| Église Notre-Dame-de-Pitié de Saignon                                 | Saignon                      |         | 43° 51′ 45″ nord, 5° 25′ 44″ est | « PA00082143 » | Classé MH                                                                                       | 1909        | Église Notre-Dame-de-Pitié de Saignon                                 |
| Église Notre Dame-et-Saint-Christophe de Saint-Christol               | Saint-Christol               |         | 44° 01′ 44″ nord, 5° 29′ 28″ est | « PA00082145 » | Classé MH                                                                                       | 1909        | Église Notre Dame-et-Saint-Christophe de Saint-Christol               |
| Église Saint-Didier de Saint-Didier (Vaucluse)                        | Saint-Didier                 |         | 44° 00′ 18″ nord, 5° 06′ 38″ est | « PA00082147 » | Inscrit MH                                                                                      | 1973        | Église Saint-Didier de Saint-Didier (Vaucluse)                        |
| Église Saint-Hippolyte de Saint-Hippolyte-le-Graveyron                | Saint-Hippolyte-le-Graveyron |         | 44° 07′ 23″ nord, 5° 04′ 28″ est |                |                                                                                                 |             | Église Saint-Hippolyte de Saint-Hippolyte-le-Graveyron                |
| Église Saint-Jean-Baptiste-et-Saint-Léger de Saint-Léger-du-Ventoux   | Saint-Léger-du-Ventoux       |         | 44° 12′ 43″ nord, 5° 16′ 33″ est |                |                                                                                                 |             | Église Saint-Jean-Baptiste-et-Saint-Léger de Saint-Léger-du-Ventoux   |
| Église Saint-Jean-Baptiste du Boisset                                 | Saint-Martin-de-Castillon    |         | 43° 50′ 55″ nord, 5° 30′ 59″ est |                |                                                                                                 |             | Église Saint-Jean-Baptiste du Boisset                                 |
| Église de l'Assomption de Saint-Martin-de-Castillon                   | Saint-Martin-de-Castillon    |         | 43° 51′ 34″ nord, 5° 30′ 42″ est |                |                                                                                                 |             | Église de l'Assomption de Saint-Martin-de-Castillon                   |
| Église Saint-Martin-et-Saint-Blaise de Saint-Martin-de-la-Brasque     | Saint-Martin-de-la-Brasque   |         | 43° 46′ 19″ nord, 5° 32′ 07″ est |                |                                                                                                 |             | Église Saint-Martin-et-Saint-Blaise de Saint-Martin-de-la-Brasque     |
| Église de Saint-Pantaléon (Vaucluse)                                  | Saint-Pantaléon              |         | 43° 52′ 56″ nord, 5° 12′ 51″ est | « PA00082150 » | Classé MH                                                                                       | 1907        | Église de Saint-Pantaléon (Vaucluse)                                  |
| Église Saint-Pierre de Saint-Pierre-de-Vassols                        | Saint-Pierre-de-Vassols      |         | 44° 06′ 03″ nord, 5° 08′ 13″ est |                |                                                                                                 |             | Église Saint-Pierre de Saint-Pierre-de-Vassols                        |
| Église Saint-Romain de Saint-Romain-en-Viennois                       | Saint-Romain-en-Viennois     |         | 44° 15′ 29″ nord, 5° 06′ 33″ est |                |                                                                                                 |             | Église Saint-Romain de Saint-Romain-en-Viennois                       |
| Église Saint-Romain de Saint-Roman-de-Malegarde                       | Saint-Roman-de-Malegarde     |         | 44° 16′ 10″ nord, 4° 57′ 51″ est |                |                                                                                                 |             | Église Saint-Romain de Saint-Roman-de-Malegarde                       |
| Église Notre-Dame de Croagnes                                         | Saint-Saturnin-lès-Apt       |         | 43° 56′ 14″ nord, 5° 19′ 34″ est |                |                                                                                                 |             | Église Notre-Dame de Croagnes                                         |
| Église Saint-Étienne de Saint-Saturnin-lès-Apt                        | Saint-Saturnin-lès-Apt       |         | 43° 56′ 39″ nord, 5° 23′ 01″ est |                |                                                                                                 |             | Église Saint-Étienne de Saint-Saturnin-lès-Apt                        |
| Église de l'Assomption de Saint-Saturnin-lès-Avignon                  | Saint-Saturnin-lès-Avignon   |         | 43° 57′ 24″ nord, 4° 55′ 46″ est |                |                                                                                                 |             | Église de l'Assomption de Saint-Saturnin-lès-Avignon                  |
| Église de la Sainte-Trinité de Saint-Trinit                           | Saint-Trinit                 |         | 44° 06′ 12″ nord, 5° 27′ 56″ est | « PA00082156 » | Classé MH                                                                                       | 1915        | Église de la Sainte-Trinité de Saint-Trinit                           |
| Église Sainte-Cécile de Sainte-Cécile-les-Vignes                      | Sainte-Cécile-les-Vignes     |         | 44° 14′ 42″ nord, 4° 53′ 15″ est |                |                                                                                                 |             | Église Sainte-Cécile de Sainte-Cécile-les-Vignes                      |
| Église Saint-Pierre-et-Saint-Paul de Sarrians                         | Sarrians                     |         | 44° 05′ 00″ nord, 4° 58′ 19″ est | « PA00082158 » | Inscrit MH                                                                                      | 1973        | Église Saint-Pierre-et-Saint-Paul de Sarrians                         |
| Église Notre-Dame-de-la-Tour de Sault                                 | Sault                        |         | 44° 05′ 28″ nord, 5° 24′ 29″ est | « PA00082160 » | Classé MH                                                                                       | 1990        | Église Notre-Dame-de-la-Tour de Sault                                 |
| Église Sainte-Rose de Verdolier                                       | Sault                        |         | 44° 06′ 13″ nord, 5° 22′ 00″ est |                |                                                                                                 |             | Image manquante Téléverser                                            |
| Église de Saint-Jean de Sault                                         | Sault                        |         | 44° 02′ 30″ nord, 5° 23′ 37″ est |                |                                                                                                 |             | Église de Saint-Jean de Sault                                         |
| Église Saint-Trophime de Saumane-de-Vaucluse                          | Saumane-de-Vaucluse          |         | 43° 56′ 05″ nord, 5° 06′ 20″ est | « PA00082163 » | Inscrit MH                                                                                      | 1973        | Église Saint-Trophime de Saumane-de-Vaucluse                          |
| Église Saint-Agricol de Savoillan                                     | Savoillan                    |         | 44° 10′ 48″ nord, 5° 22′ 24″ est |                |                                                                                                 |             | Église Saint-Agricol de Savoillan                                     |
| Église Saint-Denis de Séguret                                         | Séguret                      |         | 44° 12′ 17″ nord, 5° 01′ 25″ est |                |                                                                                                 |             | Église Saint-Denis de Séguret                                         |
| Église Saint-Étienne de Sérignan-du-Comtat                            | Sérignan-du-Comtat           |         | 44° 11′ 20″ nord, 4° 50′ 42″ est | « PA00082165 » | Classé MH                                                                                       | 1978        | Église Saint-Étienne de Sérignan-du-Comtat                            |
| Église Saint-Pierre-Sainte-Marie de Sivergues                         | Sivergues                    |         | 43° 49′ 43″ nord, 5° 24′ 12″ est |                |                                                                                                 |             | Église Saint-Pierre-Sainte-Marie de Sivergues                         |
| Église de la Transfiguration de Sorgues                               | Sorgues                      |         | 44° 00′ 44″ nord, 4° 52′ 23″ est |                |                                                                                                 |             | Église de la Transfiguration de Sorgues                               |
| Église Notre-Dame de Suzette                                          | Suzette                      |         | 44° 10′ 02″ nord, 5° 04′ 09″ est |                |                                                                                                 |             | Église Notre-Dame de Suzette                                          |
| Église Saint-Trophime des Taillades                                   | Taillades                    |         | 43° 50′ 00″ nord, 5° 05′ 42″ est |                |                                                                                                 |             | Église Saint-Trophime des Taillades                                   |
| Église Notre-Dame-du-Lac du Thor                                      | Le Thor                      |         | 43° 55′ 47″ nord, 4° 59′ 41″ est | « PA00082171 » | Classé MH                                                                                       | 1840        | Église Notre-Dame-du-Lac du Thor                                      |
| Église Sainte-Marie de Thouzon                                        | Le Thor                      |         | 43° 56′ 43″ nord, 4° 59′ 09″ est | « PA00082172 » | Inscrit MH                                                                                      | 1987        | Église Sainte-Marie de Thouzon                                        |
| Église Notre-Dame-de-Romégas de La Tour-d'Aigues                      | La Tour-d'Aigues             |         | 43° 43′ 32″ nord, 5° 32′ 53″ est | « PA00082176 » | Classé MH                                                                                       | 1984        | Église Notre-Dame-de-Romégas de La Tour-d'Aigues                      |
| Église de l'Immaculée Conception de Travaillan                        | Travaillan                   |         | 44° 10′ 56″ nord, 4° 54′ 04″ est |                |                                                                                                 |             | Église de l'Immaculée Conception de Travaillan                        |
| Église Saint-Roch des Farjons                                         | Uchaux                       |         | 44° 14′ 03″ nord, 4° 48′ 07″ est |                |                                                                                                 |             | Église Saint-Roch des Farjons                                         |
| Église Saint-Michel de la Galle                                       | Uchaux                       |         | 44° 12′ 33″ nord, 4° 48′ 01″ est |                |                                                                                                 |             | Église Saint-Michel de la Galle                                       |
| Église Saint-Barthélemy de Vacqueyras                                 | Vacqueyras                   |         | 44° 08′ 17″ nord, 4° 58′ 52″ est |                |                                                                                                 |             | Église Saint-Barthélemy de Vacqueyras                                 |
| Cathédrale Notre-Dame-de-Nazareth de Vaison                           | Vaison-la-Romaine            |         | 44° 14′ 30″ nord, 5° 04′ 08″ est | « PA00082179 » | Classé MH                                                                                       | 1840        | Cathédrale Notre-Dame-de-Nazareth de Vaison                           |
| Cathédrale Saint-Quenin de Vaison-la-Romaine                          | Vaison-la-Romaine            |         | 44° 14′ 18″ nord, 5° 04′ 29″ est | « PA00082183 » | Classé MH                                                                                       | 1994        | Cathédrale Saint-Quenin de Vaison-la-Romaine                          |
| Église Notre-Dame-de-Nazareth de Valréas                              | Valréas                      |         | 44° 23′ 05″ nord, 4° 59′ 26″ est | « PA00082194 » | Classé MH                                                                                       | 1862        | Église Notre-Dame-de-Nazareth de Valréas                              |
| Église Saint-Pierre-Saint-Barthélémy de Vaugines                      | Vaugines                     |         | 43° 46′ 46″ nord, 5° 25′ 04″ est | « PA84000019 » | Classé MH                                                                                       | 2000        | Église Saint-Pierre-Saint-Barthélémy de Vaugines                      |
| Église Saint-Thomas de Vedène                                         | Vedène                       |         | 43° 58′ 28″ nord, 4° 54′ 03″ est | « PA00082201 » | Classé MH                                                                                       | 1984        | Église Saint-Thomas de Vedène                                         |
| Église Saint-Michel de Velleron                                       | Velleron                     |         | 43° 57′ 23″ nord, 5° 01′ 49″ est | « PA84000043 » | Inscrit MH                                                                                      | 2004        | Église Saint-Michel de Velleron                                       |
| Église Notre-Dame de Venasque                                         | Venasque                     |         | 43° 59′ 49″ nord, 5° 08′ 44″ est | « PA00082205 » | Classé MH                                                                                       | 1906        | Église Notre-Dame de Venasque                                         |
| Église Notre-Dame-de-Vie de Venasque                                  | Venasque                     |         | 44° 00′ 05″ nord, 5° 08′ 50″ est |                |                                                                                                 |             | Église Notre-Dame-de-Vie de Venasque                                  |
| Église Saint-Hilaire de Viens                                         | Viens                        |         | 43° 53′ 42″ nord, 5° 34′ 06″ est | « PA00082207 » | Inscrit MH Clocher                                                                              | 1933        | Église Saint-Hilaire de Viens                                         |
| Église Saint-Jacques-le-Mineur de Villars                             | Villars                      |         | 43° 55′ 24″ nord, 5° 24′ 19″ est |                |                                                                                                 |             | Église Saint-Jacques-le-Mineur de Villars                             |
| Église Saint-Clément des Grands-Cléments                              | Villars                      |         | 43° 56′ 14″ nord, 5° 25′ 37″ est |                |                                                                                                 |             | Image manquante Téléverser                                            |
| Église Saint-Laurent-et-Saint-Michel de Villedieu                     | Villedieu                    |         | 44° 17′ 04″ nord, 5° 02′ 04″ est |                |                                                                                                 |             | Église Saint-Laurent-et-Saint-Michel de Villedieu                     |
| Église Saint-Marc de Villelaure                                       | Villelaure                   |         | 43° 42′ 38″ nord, 5° 26′ 07″ est | « IA00057978 » |                                                                                                 |             | Église Saint-Marc de Villelaure                                       |
| Église Notre-Dame de Villelaure                                       | Villelaure                   |         | à géolocaliser                   | « IA00057994 » |                                                                                                 |             | Image manquante Téléverser                                            |
| Église Saint-André de Villes-sur-Auzon                                | Villes-sur-Auzon             |         | 44° 03′ 32″ nord, 5° 14′ 06″ est |                |                                                                                                 |             | Église Saint-André de Villes-sur-Auzon                                |
| Église Saint-Pierre de Violès                                         | Violès                       |         | 44° 09′ 40″ nord, 4° 57′ 22″ est |                |                                                                                                 |             | Église Saint-Pierre de Violès                                         |
| Église Saint-Pierre de Visan                                          | Visan                        |         | 44° 18′ 52″ nord, 4° 57′ 04″ est | « IA00127837 » |                                                                                                 |             | Église Saint-Pierre de Visan                                          |
| Église Saint-Étienne de Vitrolles-en-Luberon                          | Vitrolles-en-Lubéron         |         | 43° 48′ 41″ nord, 5° 35′ 45″ est | « IA84000399 » |                                                                                                 |             | Église Saint-Étienne de Vitrolles-en-Luberon                          |

### Culteprotestant
| Église                                                                | Commune              | Adresse | Coordonnées                      | Notice         | Protection | Date | Illustration                                                        |
| --------------------------------------------------------------------- | -------------------- | ------- | -------------------------------- | -------------- | ---------- | ---- | ------------------------------------------------------------------- |
| Temple protestant Saint-Martial d'Avignon                             | Avignon              |         | 43° 56′ 42″ nord, 4° 48′ 22″ est | « PA00081833 » | Classé MH  | 1911 | Temple protestant Saint-Martial d'Avignon                           |
| Temple protestant du centre hospitalier de Montfavet                  | Avignon              |         | 43° 55′ 29″ nord, 4° 52′ 41″ est |                |            |      | Image manquante Téléverser                                          |
| Temple de l'église protestante unie de France de Cabrières-d'Aigues   | Cabrières-d'Aigues   |         | 43° 47′ 02″ nord, 5° 29′ 50″ est |                |            |      | Temple de l'église protestante unie de France de Cabrières-d'Aigues |
| Temple de l'église protestante unie de France de Cavaillon            | Cavaillon            |         | 43° 50′ 10″ nord, 5° 02′ 38″ est |                |            |      | Image manquante Téléverser                                          |
| Temple protestant des Gros à Gordes                                   | Gordes               |         | 43° 52′ 24″ nord, 5° 11′ 00″ est |                |            |      | Temple protestant des Gros à Gordes                                 |
| Temple protestant de Lacoste                                          | Lacoste              |         | 43° 49′ 51″ nord, 5° 16′ 19″ est |                |            |      | Temple protestant de Lacoste                                        |
| Église réformée de La Motte-d'Aigues                                  | La Motte-d'Aigues    |         | 43° 46′ 23″ nord, 5° 31′ 14″ est |                |            |      | Image manquante Téléverser                                          |
| Temple protestant de Lourmarin                                        | Lourmarin            |         | 43° 45′ 49″ nord, 5° 21′ 35″ est | « PA00082220 » | Inscrit MH | 1991 | Temple protestant de Lourmarin                                      |
| Temple protestant de Mérindol                                         | Mérindol             |         | 43° 45′ 19″ nord, 5° 12′ 13″ est |                |            |      | Image manquante Téléverser                                          |
| Temple protestant d'Orange                                            | Orange               |         | 44° 08′ 09″ nord, 4° 48′ 23″ est |                |            |      | Temple protestant d'Orange                                          |
| Temple de l'église protestante unie de France de Pernes-les-Fontaines | Pernes-les-Fontaines |         | 43° 55′ 09″ nord, 5° 02′ 55″ est |                |            |      | Image manquante Téléverser                                          |
| Temple de l'église protestante unie de France de Pertuis              | Pertuis              |         | 43° 41′ 25″ nord, 5° 30′ 06″ est |                |            |      | Temple de l'église protestante unie de France de Pertuis            |
| Église réformée de Peypin-d'Aigues                                    | Peypin-d'Aigues      |         | 43° 47′ 17″ nord, 5° 34′ 10″ est |                |            |      | Image manquante Téléverser                                          |
| Temple de l'église protestante unie de France de Puget                | Puget                |         | 43° 45′ 14″ nord, 5° 16′ 10″ est |                |            |      | Temple de l'église protestante unie de France de Puget              |
| Temple de Valréas                                                     | Valréas              |         | 44° 23′ 04″ nord, 4° 59′ 16″ est |                |            |      | Temple de Valréas                                                   |

### Église orthodoxe
| Église                                                | Commune | Adresse | Coordonnées                      | Notice | Protection | Date | Illustration               |
| ----------------------------------------------------- | ------- | ------- | -------------------------------- | ------ | ---------- | ---- | -------------------------- |
| Église orthodoxe Saint-Côme-et-Saint-Damien d'Avignon | Avignon |         | 43° 55′ 54″ nord, 4° 48′ 56″ est |        |            |      | Image manquante Téléverser |